# Ezra Hendrickson
Ezra Hendrickson est un joueur international et un entraineur de football vincentais né le 16 janvier 1972 à Layou sur l'île de Saint-Vincent. Il réalise toute sa carrière aux États-Unis au poste de défenseur. Il est actuellement sélectionneur de Saint-Vincent-et-les-Grenadines.

## Biographie

### En club
Hendrickson est assigné par la MLS pour évaluer les talents caribéens lors de l'édition 2016 du Camp de détection caribéen de la MLS.

### Parcours d'entraîneur
Le 8 mai 2023, après un bilan de deux victoires, cinq verdicts nuls et trois défaites au cours de la saison 2023, il est limogé par le Fire de Chicago et remplacé par Frank Klopas qui assume l'intérim .